# Rocabruna (l'Aleixar)
La Rocabruna és una serra situada entre els municipis de l'Aleixar, Alforja, Maspujols i les Borges del Camp a la comarca catalana del Baix Camp. El punt de màxima elevació és el Serret del Cisa, amb una altura màxima de 542 metres. Al cim podem trobar-hi un vèrtex geodèsic (referència 261135001).